# Lofoten

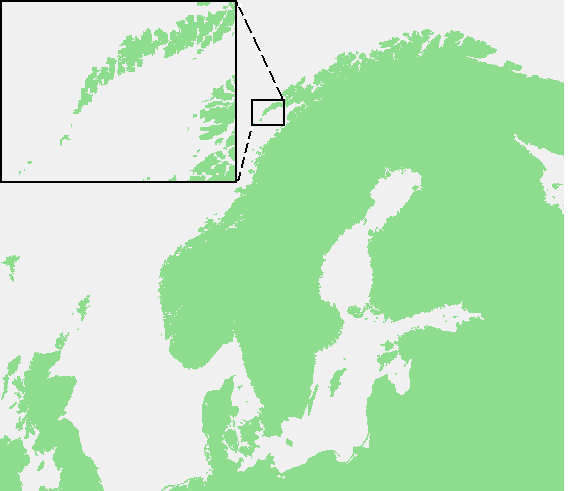
Situarea districtului Lofoten în Norvegia

Lofoten este un district compus din insule din județul Nordland, Norvegia, situate la nord de Cercul polar.

Lofoten şi Vesterålen

Suprafața totală a insulelor este de 1.226 km², cele mai mari insule de la vest spre est fiind: Austvågøya (526,10 km²), Gimsøya (46,36 km²), Vestvågøya (411,05 km²), Flakstadøya (109,76 km²), Moskenesøya (185,94 km²), Værøy(15,74 km²), Røst (3,60 km²).
Numărul de locuitori este de 23.609 (1 iulie 2009).
La nord de Lofoten se află districtul Vesterålen.
Insulele sunt legate de E10.
Districtul este format din 6 comune: Vågan, Vestvågøy, Flakstad, Moskenes, Værøy și Røst.
| Nr. | Stema | Nume      | Locuitori | Codul poștal | Limba   |
| --- | ----- | --------- | --------- | ------------ | ------- |
| 1   |       | Vestvågøy | 10 701    | 1860         | Bokmål  |
| 2   |       | Vågan     | 9 035     | 1865         | Nøytral |
| 3   |       | Flakstad  | 1 398     | 1859         | Nøytral |
| 4   |       | Moskenes  | 1 130     | 1874         | Nøytral |
| 5   |       | Værøy     | 739       | 1857         | Bokmål  |
| 6   |       | Røst      | 606       | 1856         | Bokmål  |

## Galerie

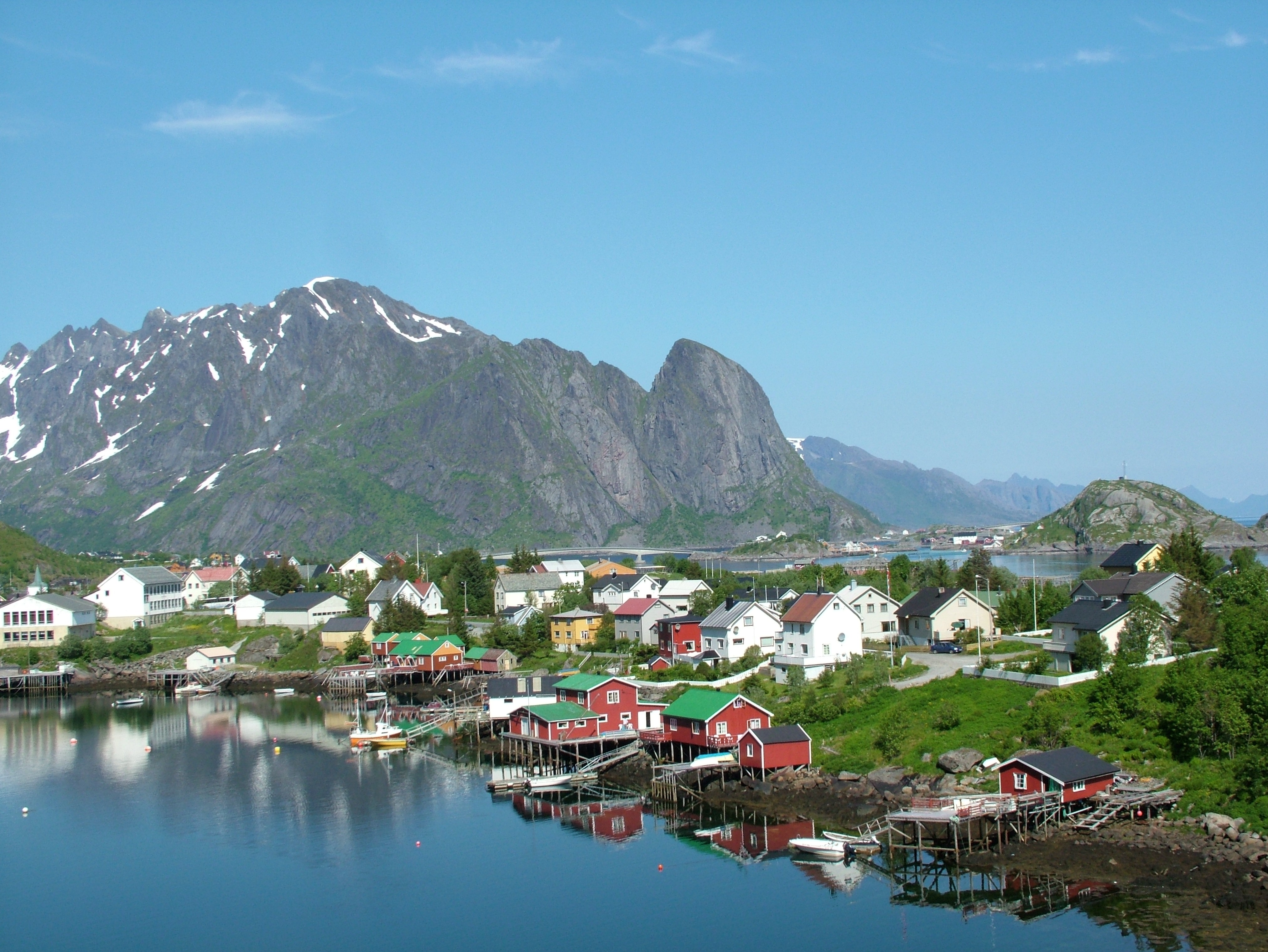
Reine
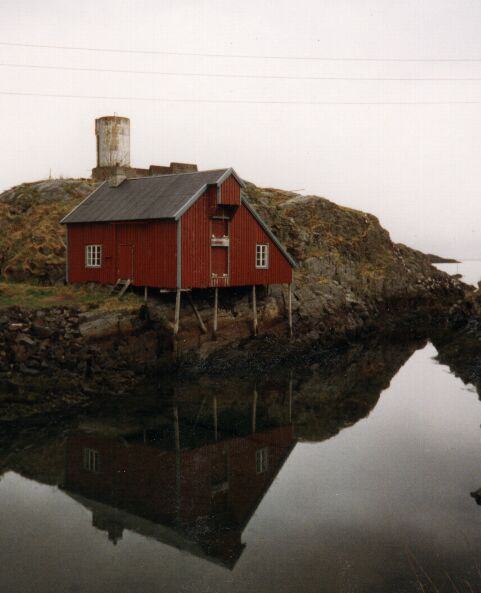
Å
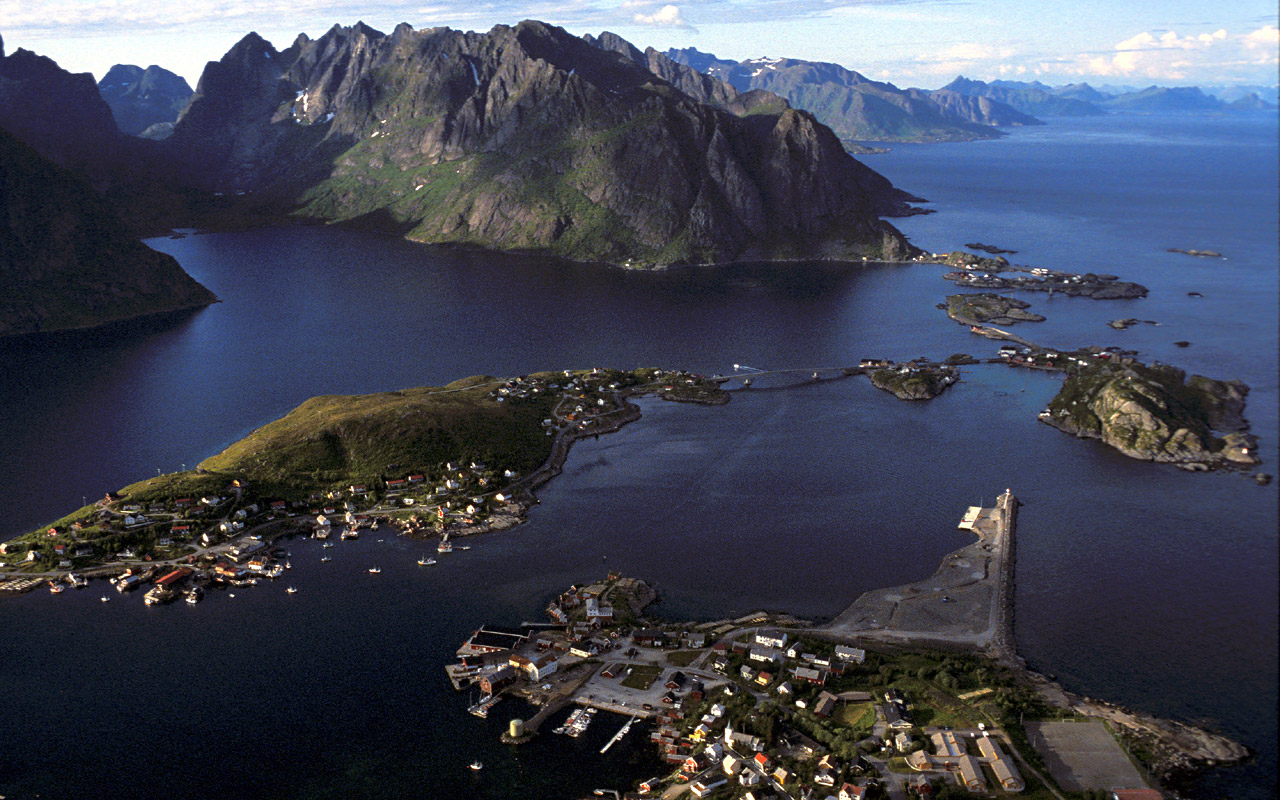
Reine
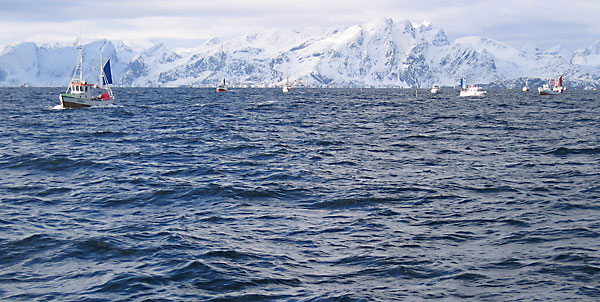
Pescuit de cod atlantic în apropiere de Flakstadøya (martie 2005)
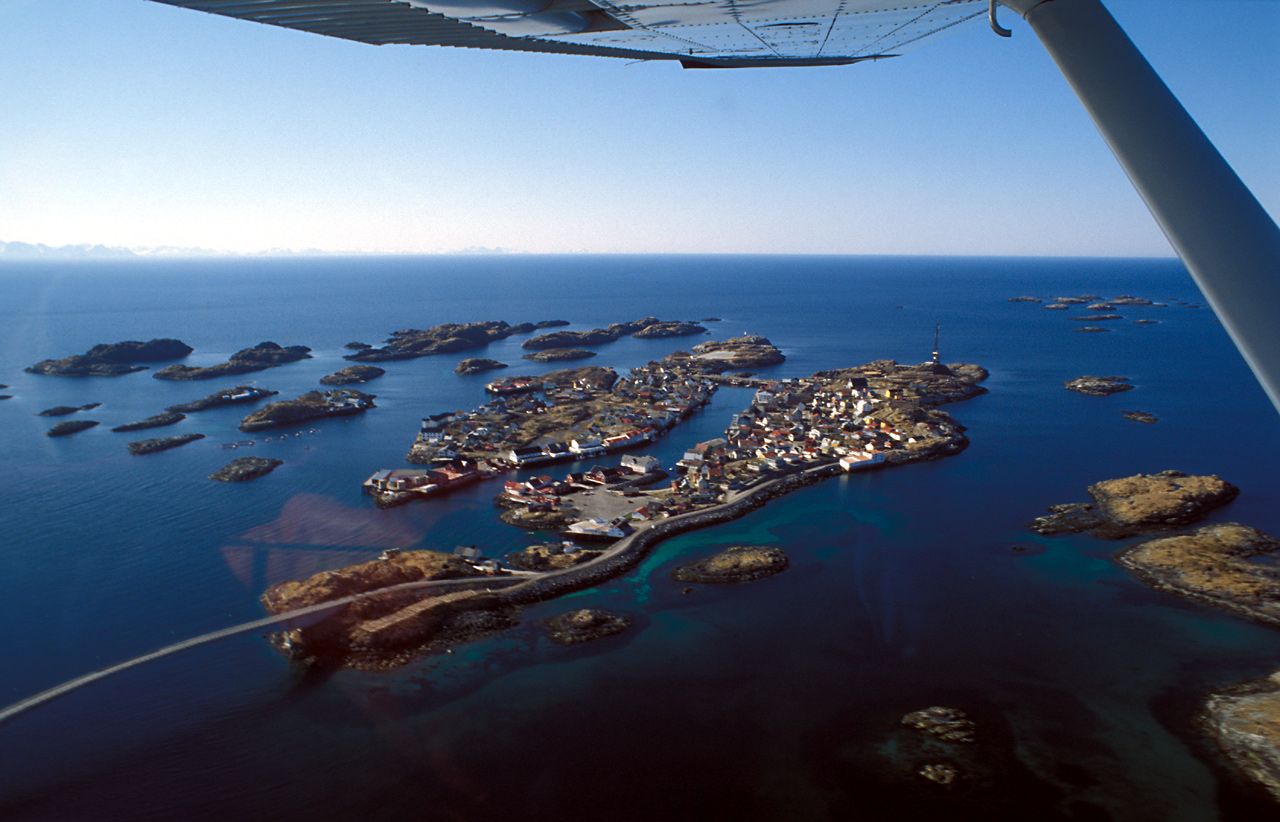
Henningsvær
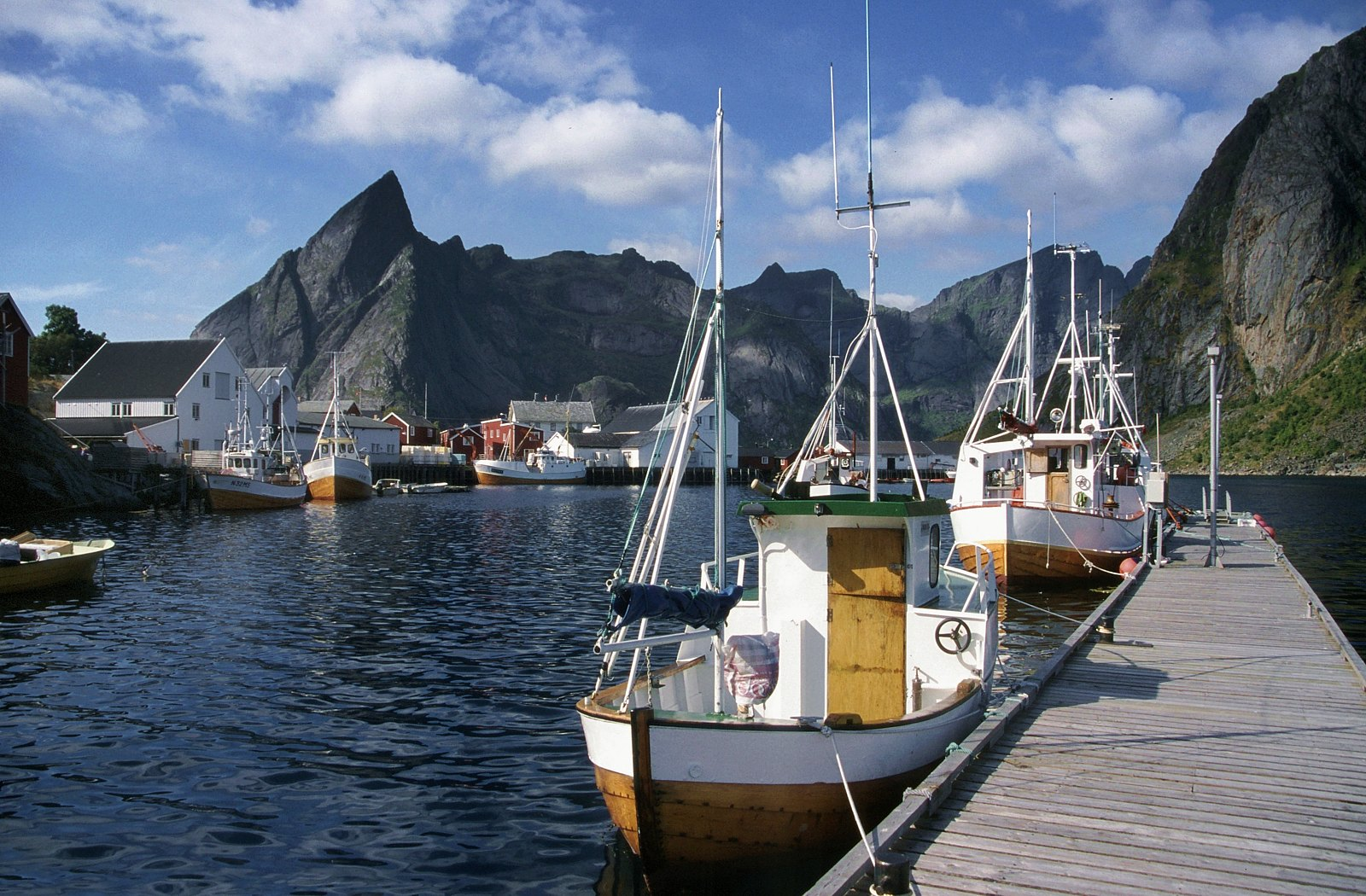
Hamnøy
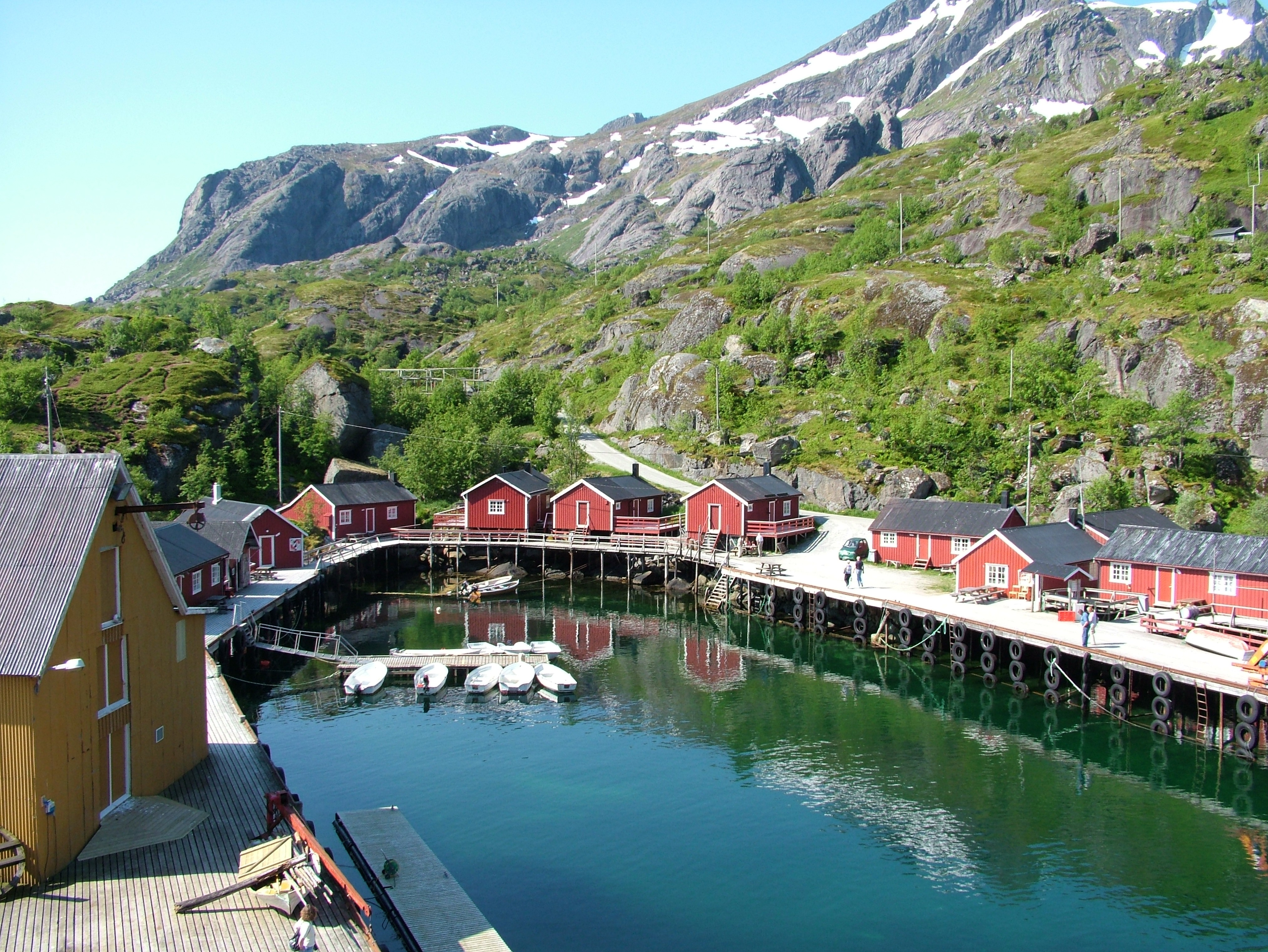
Nusfjord
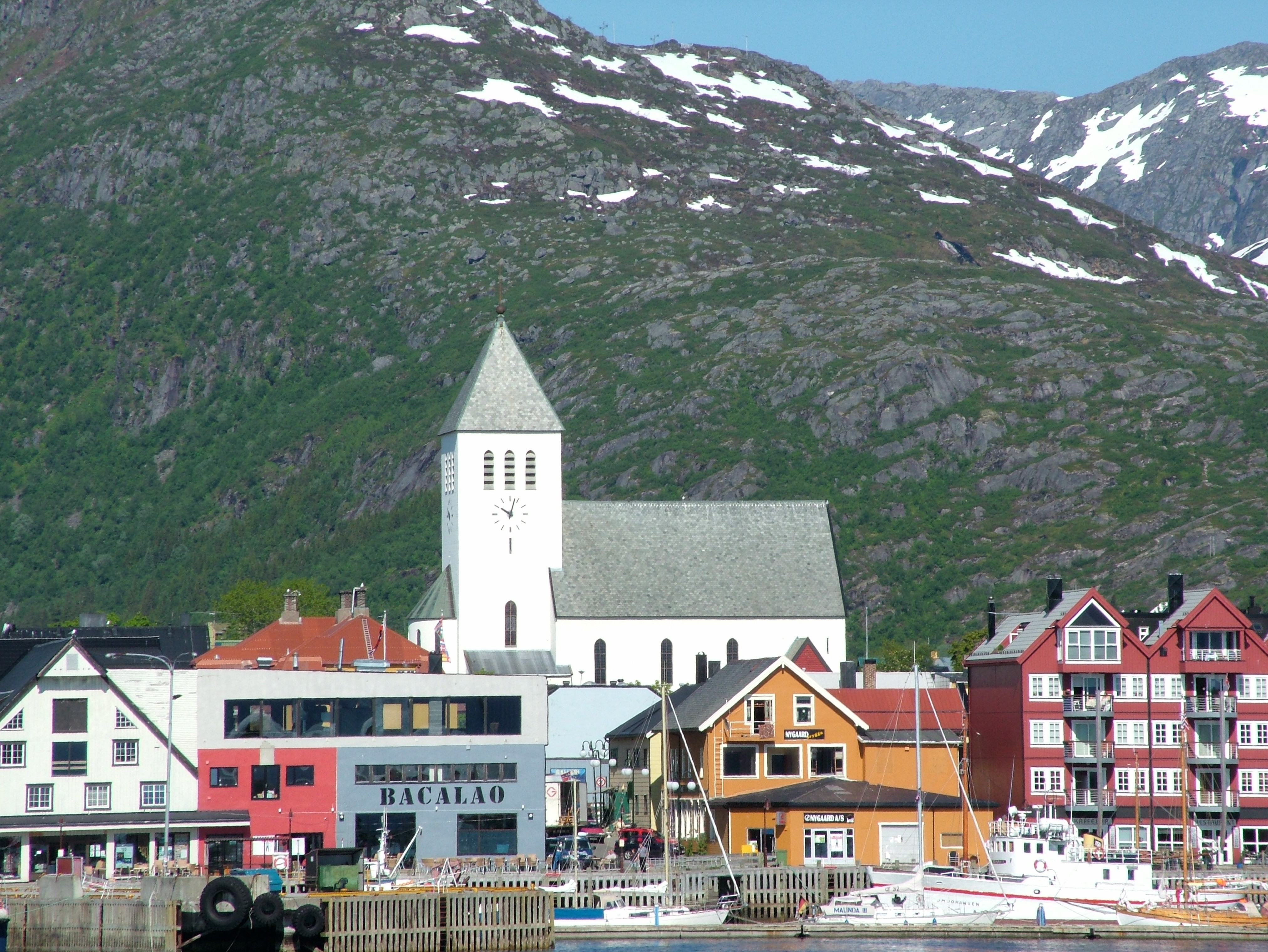
Svolvær
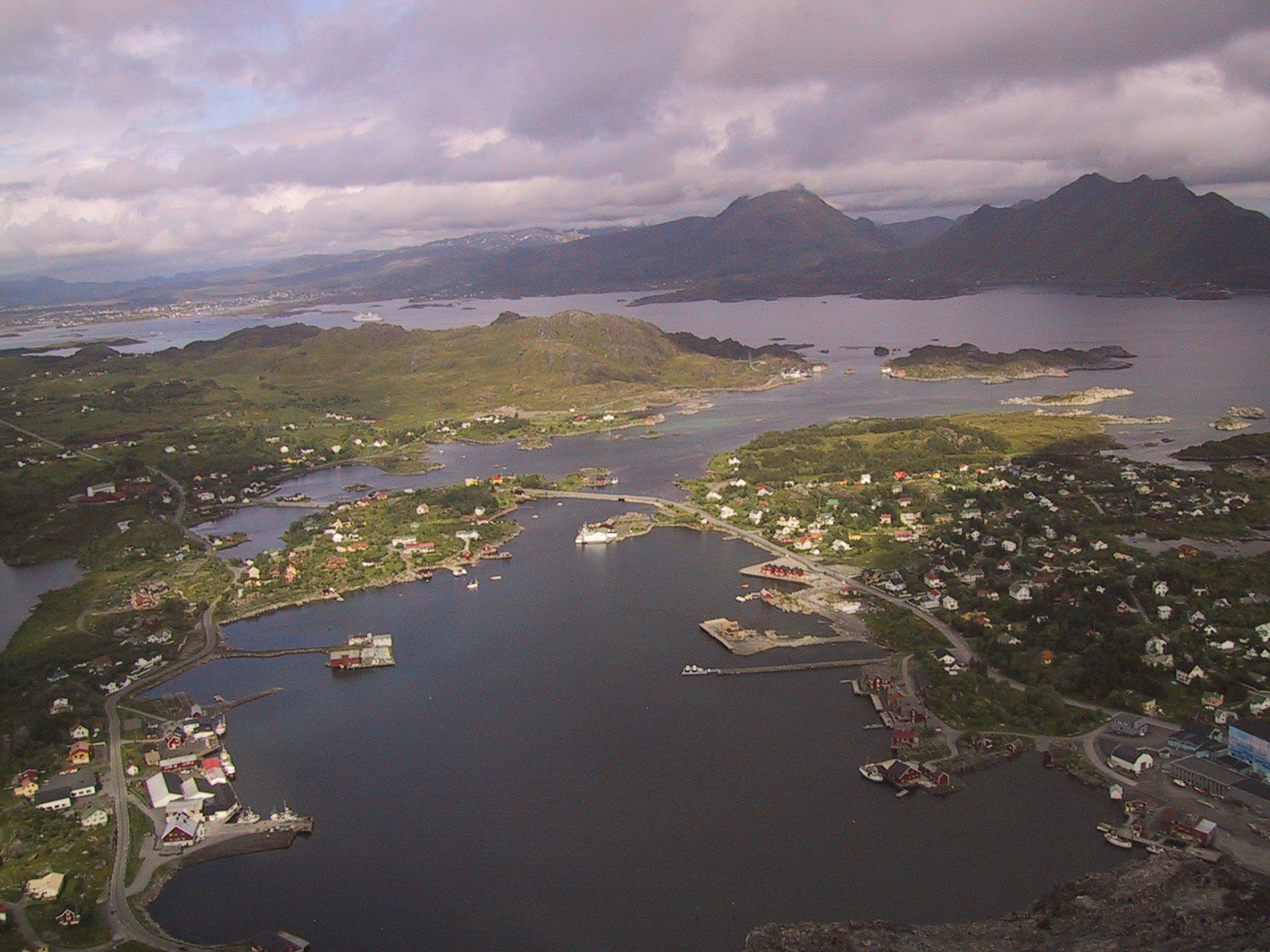
Ballstad
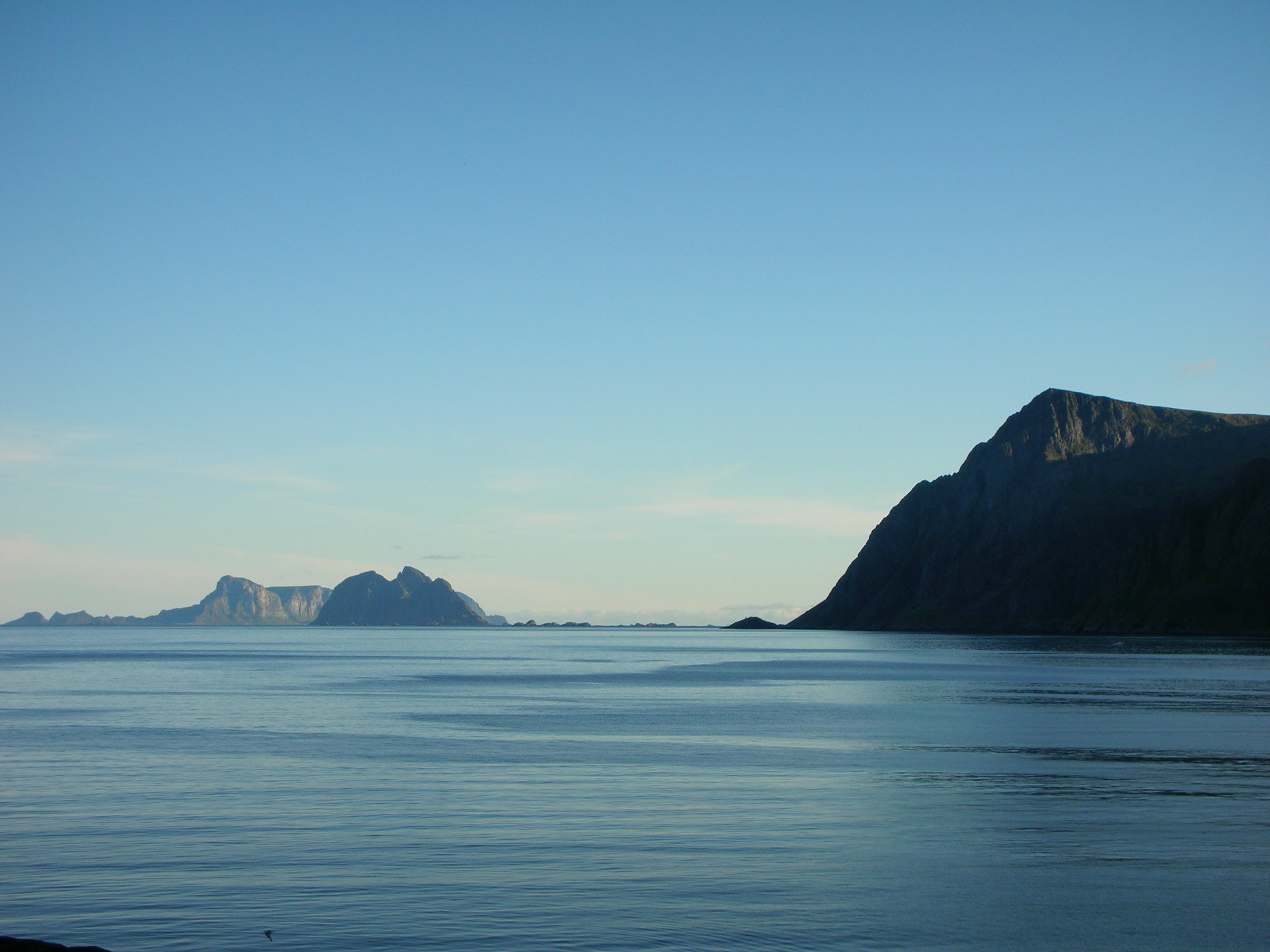
Moskstraumen
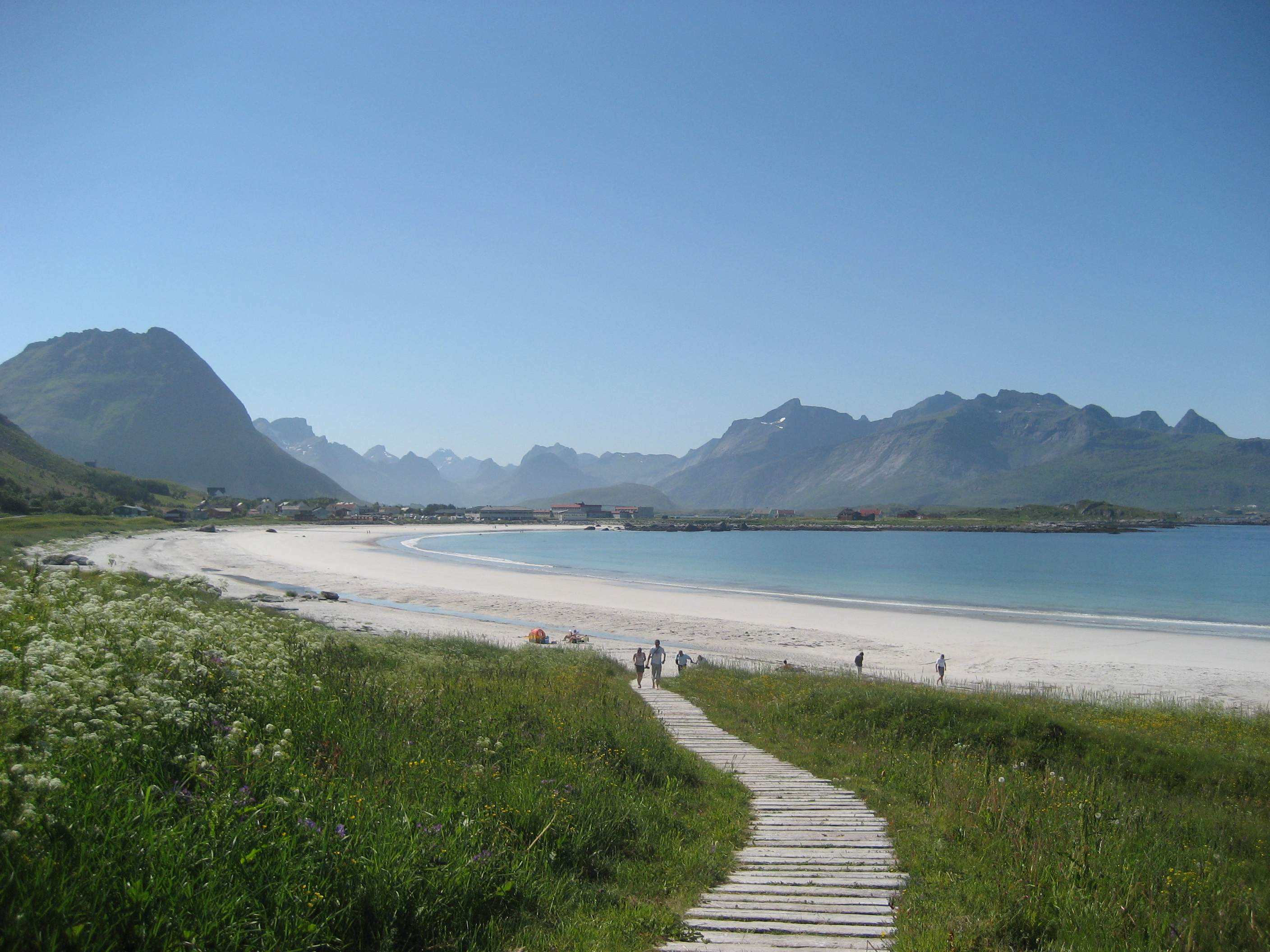
Marginea mării la Ramberg
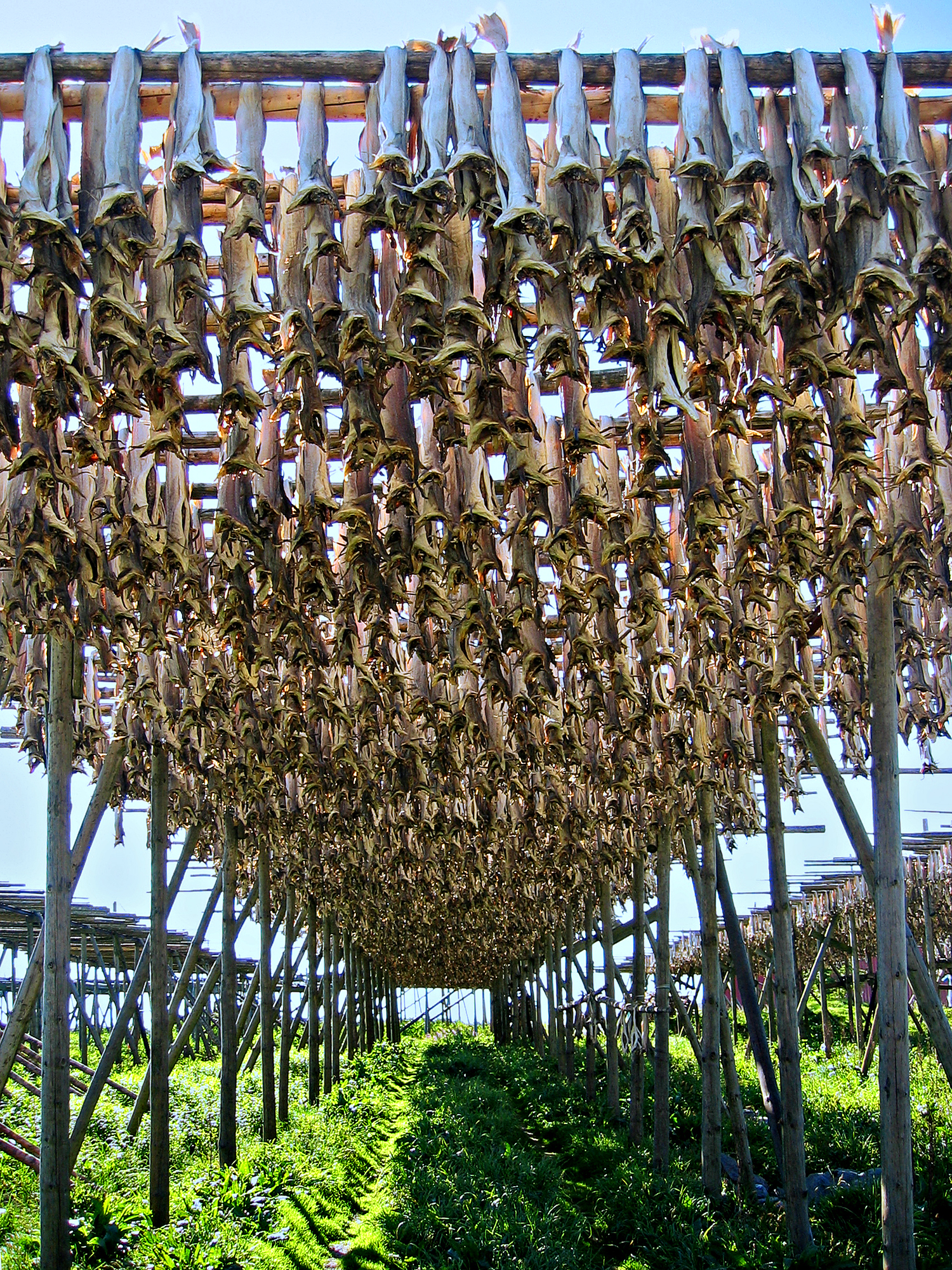
Ștocfiși